# Jerome Lowenthal
Jerome Lowenthal (11 de febrero de 1932) es un pianista estadounidense. Ha sido miembro del departamento de piano de la Escuela Juilliard en Nueva York. Desde 1969 forma parte del profesorado de la Music Academy of the West en Santa Bárbara, California.

## Biografía
Lowenthal nació en Filadelfia, Pensilvania. Debutó como solista a los 13 años de edad con la Orquesta de Filadelfia. Tras un viaje a Jerusalén, debutó con la Orquesta Filarmónica de Nueva York en 1963 interpretando el Concierto para piano n.º 2 de Bartók. Desde entonces ha tocado con directores de la talla de Daniel Barenboim, Seiji Ozawa, Michael Tilson Thomas, Yuri Temirkanov, Leonard Slatkin, Leonard Bernstein, Eugen Ormandy, Pierre Monteux, Josef Krips, y Leopold Stokowski. Lowenthal ha compartido escenario con Itzhak Perlman, Ronit Amir y Ursula Oppens, así como con el Lark Quartet, el Avalon Quartet y el Shanghai Quartet en formato de quinteto.
Su carrera académica incluye estudios con Olga Samaroff en Filadelfia, William Kapell y Eduard Steuermann en la Escuela Juilliard de Nueva York y Alfred Cortot en la École Normale de Musique de Paris en París. Laureado del Concurso Internacional de Música Reina Isabel de Bélgica de Bruselas (1960) y la Competición Internacional de Piano Ferruccio Busoni, es un juez habitual en competiciones internacionales de piano.
Lowenthal ha sido reconocido como especialista en Liszt, Chaikovski y Bártok, y, de forma general, en el repertorio virtuoso del Romanticismo. Entre sus grabaciones se incluyen Conciertos para piano de Liszt con la Orquesta Sinfónica de Vancouver y el ciclo completo de conciertos de Chaikovski con la Orquesta Sinfónica de Londres. Posee un extenso repertorio, con 59 conciertos para piano interpretados. Numerosas obras se le han sido dedicadas, como el Concierto para piano N.º 3 en Seis Movimientos de Ned Rorem, y ha descubierto al público obras románticas para piano como el Concierto para piano N.º 3 de Liszt, editado por su antiguo estudiante Jay Rosenblatt.